# Filip Boberg
Filip Boberg, född 28 mars 1989 i Nybro i Sverige, är en svensk handbollsspelare. Boberg spelar sedan 2009 för det svenska klubblaget IFK Kristianstad i Elitserien. Han är högerhänt och spelar i anfall som vänsterkantspelare.
Tidigare har Boberg spelat för bland annat Hästö IF.